# Le Mesge
Le Mesge é uma comuna francesa na região administrativa de Altos da França, no departamento de Somme. Estende-se por uma área de 8,73 km². Em 2010 a comuna tinha 174 habitantes (densidade: 19,9 hab./km²).